# Suplac
Suplac ou Küküllőszéplak en hongrois (Schöndorf en allemand) est une commune roumaine du județ de Mureș, dans la région historique de Transylvanie et dans la région de développement du Centre.

## Géographie
La commune de Suplac est située dans le sud du județ, sur la rive gauche de la Târnava Mică et sur le plateau de Târnava à 20 km à l'est de Târnăveni et à 35 km au sud de Târgu Mureș, le chef-lieu du județ.
La municipalité est composée des cinq villages suivants (population en 2002) :
- Idrifaia (693) ;
- Laslău Mare (436) ;
- Laslău Mic (406) ;
- Suplac (804), siège de la municipalité ;
- Vaidacuta (30).

## Histoire
La première mention écrite du village date de 1325.
La commune de Suplac a appartenu au royaume de Hongrie, puis à l'empire d'Autriche et à l'Empire austro-hongrois.
En 1876, lors de la réorganisation administrative de la Transylvanie, elle a été rattachée au comitat de Kis-Küküllő dont le chef-lieu était la ville de Târnăveni.
La commune de Suplac a rejoint la Roumanie en 1920, au traité de Trianon, lors de la désagrégation de l'Autriche-Hongrie. Après le deuxième arbitrage de Vienne, elle a été occupée par la Hongrie de 1940 à 1944, période durant laquelle sa petite communauté juive fut exterminée par les nazis. Elle est redevenue roumaine en 1945.

## Politique
Le conseil municipal de Suplac compte 11 sièges de conseillers municipaux. À l'issue des élections municipales de juin 2008, Bela Szakacs (UDMR) a été élu maire de la commune.
| Parti                                                | Nombre de conseillers |
| ---------------------------------------------------- | --------------------- |
| Union démocrate magyare de Roumanie (UDMR)           | 3                     |
| Parti démocrate-libéral (PD-L)                       | 2                     |
| Parti civique hongrois                               | 2                     |
| Parti national libéral (PNL)                         | 1                     |
| Parti social-démocrate (PSD)                         | 1                     |
| Parti de la Nouvelle Génération - Chrétien-démocrate | 1                     |
| Parti de la Grande Roumanie                          | 1                     |

## Religions
En 2002, la composition religieuse de la commune était la suivante :
- Chrétiens orthodoxes, 46,64 % ;
- Réformés, 46,17 % ;
- Baptistes, 1,94 % ;
- Pentecôtistes, 1,47 % ;
- Catholiques romains, 1,05 % ;
- Unitariens, 0,92 %.

## Démographie
La commune a compté jusqu'à la Révolution de 1989 une forte communauté d'origine allemande (encore 536 personnes en 1977 mais seulement 116 personnes en 1992.
En 1910, la commune comptait 1 683 Roumains (41,76 %), 1 619 Hongrois (40,17 %) et 647 Allemands (16,05 %).
En 1930, on recensait 1 726 Roumains (43,04 %), 1 421 Hongrois (35,44 %), 614 Allemands (15,31 %), 62 Juifs (1,55 %) et 186 Tsiganes (4,64 %).
En 2002, 904 Roumains (38,15 %) côtoient 1 092 Hongrois (46,09 %), 15 Allemands (0,63 %) et 358 Tsiganes (15,11 %). On comptait à cette date 796 ménages et 976 logements.
| 1850  | 1880  | 1900  | 1910  | 1930  | 1956  | 1977  | 1992  | 2002  |
| ----- | ----- | ----- | ----- | ----- | ----- | ----- | ----- | ----- |
| 3 260 | 3 324 | 3 885 | 4 030 | 4 010 | 4 067 | 3 420 | 2 548 | 2 369 |

| 2007  | - | - | - | - | - | - | - | - |
| ----- | - | - | - | - | - | - | - | - |
| 2 205 | - | - | - | - | - | - | - | - |

## Économie
L'économie de la commune repose sur l'agriculture (cultures maraîchères, vergers, vigne) et l'extraction de gaz naturel.

## Communications

### Routes
La commune se trouve sur la route régionale Târnăveni-Bălăușeri qui permet de rejoindre la route nationale DN13 Târgu Mureș-Sighișoara.

### Voies ferrées
Suplac est située à proximité de la ligne de chemin de fer Blaj-Praid.

## Lieux et monuments
- Suplac, église unitarienne de 1699.